# 한일어업협정 사건
한일어업협정 사건 혹은 신 한일어업협정 비준사건은 대한민국과일본국간의어업에관한협정비준등 위헌확인에 대한 대한민국 헌법재판소 판례이다. 

## 주문
청구인 임○, 장○우, 조○희, 신○대, 정○봉의 각 심판청구를 각하하고, 나머지 청구인들의 심판청구를 모두 기각한다.

## 사실관계
1998년 신 한일어업협정이 체결되었는데 양국 해안에 배타적 경제수역의 성립을 인정하고 경계가 겹치는 곳에 중간수역을 설정하였다. 이 중간수역에서는 양국은 상대국 어선에 대해 어업에 관한 자국의 법령을 적용하지 않으며 각국이 자국의 어선에 대해  수산자원의 권리에 필요한 주치를 취하도록 하였다. 이 중간 수역에 독도가 포함되어 있자 변호사 A, 정당의 지구당 위원장 B, 정당원인 C는 이 사건 협정이 자신들의 헌법상 보장된 기본권을 침해한다고 주장하였고, 독도 부근에서 어업에 종사하던 D는 한국의 영유권을 포기하고 인근 어장을 포기함으로써 어민의 권리를 박탈하였다고 주장하였다. 한일어업협정과 그 합의의사록이 국회에서 가결되고 발효되자 청구인 A, B, C, D는 이 협정과 합의의사록이 헌법상 보장된 국민의 영토권, 평등권, 행복추구권, 직업선택의 자유 및 재산권 등의 기본권을 침해할 뿐만 아니라 이 사건 협정은 한국의 근본이념을 망각하고 일본에 대해 굴종하였을 뿐 만 아니라 독도의 영유권을 포기하고 어장을 포가하는 것으로 헌법전문의 3.1정신을 근본적으로 위배하는 것이라고 주장하며 헌법소원심판을 청구하였다.

## 이유

##### 공권력의 행사
조약은 공권력의 행사이다.

##### 3.1정신의 위배
'헌법전문에 기재된 3.1정신'에서 곧바로 국민의 개별적 기본권성을 도출해낼 수는 없고, 우리나라 헌법의 연혁적, 이념적 기초로서 헌법이나 법률해석에서의 해석기준으로 작용할 뿐이다.

##### 영토권
영토조항이 국민 개개인의 주관적 권리인 기본권을 보장하는 것으로 해석하지 않는데 이는 기본권이라는 것이 국민의 국가에 대한 주관적인 헌법상 권리인데 대해, 영토조항은 국가공동체를 구성하는 본질적인 요소에 대한 규정이기 때문이다. 영토조항만을 근거로 하여 독자적인 헌법소원을 청구할 수 없지만, 국가권능의 정당성의 근원인 국민의 기본권침해에 대한 권리구제를 위하여 그 전제조건으로서 영토에 관한 권리를 기본권의 하나로 간주하는 것은 가능하다. 이 사건 협정은 '어업에 관한' 협정이므로 배타적 경제수역의 경계획정문제와 직접 관련이 없고 독도가 중간수역에 속해 있다 할지라도 독도의 영유권문제나 영해문제와는 직접적인 관련을 가지지 아니한다.

##### 합의의사록의 국회불상정
합의의사록은 구체적인 법률관계의 발생을 목적으로 하지 않으므로 조약에 해당하지 않는다. 

##### 결론
재판관 2인의 각하의견 이외에 나머지 재판관 전원의 일치된 의견으로 심판청구를 기각한다.

## 참고 문헌
- 김현석, 헌법 기본판례 109선, 헤르메스, 2011. ISBN 9788994619118
- 김유향, 헌법중요판례200, 윌비스 2014. ISBN 9788965386124
- 헌법재판소 판례 2001. 3. 21. 99헌마139
- 제성호, 신 한 일 어업협정과 독도 영유권, 우리 영토, 2007. ISBN 9788992407175

## 같이 보기
- 한일어업협정
- 한일관계
- 조약
- 배타적 경제 수역
- 대한민국 헌법 전문
- 대한민국 헌법 제3조